# Mr. Hands (album)
Mr. Hands je studijski album ameriškega jazzovskega klaviaturista Herbieja Hancocka, ki je izšel oktobra 1980 pri založbi Columbia Records.

## Ozadje
Pri skladbi »4 A.M.« je sodeloval bas kitarist Jaco Pastorius, pri skladbi »Shiftless Shuffle«, ki je bila prvotno posneta za Hancockov japonski album Directstep, na katerem je tudi izšla, je sodeloval kvintet članov skupine The Headhunters, vključno z originalnim bobnarjem Harveyjem Masonom, ki je s Hancockom prvič sodeloval leta 1973 pri snemanju albuma Head Hunters, skladbo »Textures« pa je v celoti s sintetizatorji posnel Hancock.
To je prvi album, pri katerem je Hancock uporabil računalnik, Apple II. Računalnike podjetja Apple Inc. je Hancock uporabljal v svoji nadaljnji karieri.
Mr. Hands je bil ob izidu nekako prezrt. Gre za zadnje izdihljaje »naravnega« električnega jazza s strani Hancocka za lep čas. Pri kasnejših albumih so vidni predvsem R&B vplivi.

## Seznam skladb
Avtor vseh skladb je Herbie Hancock.
| Št. | Naslov                   | Dolžina |
| --- | ------------------------ | ------- |
| 1.  | „Spiraling Prism‟        | 6:25    |
| 2.  | „Calypso‟                | 6:44    |
| 3.  | „Just Around the Corner‟ | 7:36    |
| 4.  | „4 A.M.‟                 | 5:23    |
| 5.  | „Shiftless Shuffle‟      | 7:10    |
| 6.  | „Textures‟               | 6:37    |

## Osebje

### Glasbeniki
- Herbie Hancock – sintetizator, akustični klavir, klaviature, vokal, clavinet, Minimoog, ARP 2600, Apple II, Linn LM-1
- Bennie Maupin – tenor sax (5)
- Wah Wah Watson – kitara (3)
- Byron Miller (1), Ron Carter (2), Freddie Washington (3), Jaco Pastorius (4), Paul Jackson (5) – bas
- Leon Chancler (1), Tony Williams (2), Alphonse Mouzon (4), Harvey Mason (3, 5) – bobni
- Bill Summers (1, 4-5), Sheila Escovedo (2-3) – tolkala

### Produkcija
- Producenta: Herbie Hancock, David Rubinson
- Miks: David Rubinson
- Inženiring: Fred Catero, Leslie Ann Jones, Bob Kovach